# Adrianus Barlandus
(H)Adrianus Barlandus, latinisiert von Adriaan van Baerland, (* 28. September 1486 in Baarland (Zuid-Beveland); † 30. November 1538 in Löwen) war ein niederländischer Philologe, Historiker und Moralphilosoph, der an der Universität Löwen wirkte.

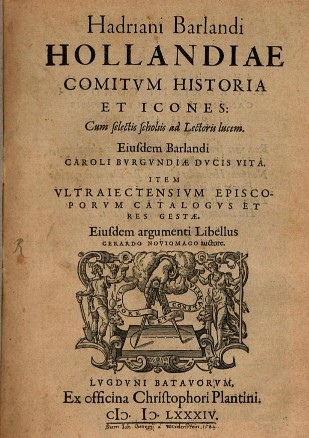
Adrianus Barlandus: Hollandiae comitvm historia et icones, 1584

## Leben
Barlandus besuchte die Lateinschule in Gent bei Peter dem Schotten und studierte ab 1501 am Pädagogium Het Varken in Löwen. 1505 wurde er Lizentiat in der Philosophie und begann Latein zu lehren. 1509 wurde er Dozent der Philosophie. Barlandus spezialisierte sich zudem weiter in der Theologie und erhielt 1515 die Priesterweihe. Er lebte weitgehend von seinem Privatunterricht. 
Barlandus gehörte zu den frühen Anhängern des Erasmus, von dessen Schriften er für seinen Bruder Cornelius 1516 einen Katalog erstellte. 1518 wurde er Lateindozent am neuen Collegium Trilingue, doch schon im Folgejahr schied er wieder aus, weil er den Lohn als zu gering befand. 1520 veröffentlichte er eine Auswahl von Briefen des Erasmus. Im Februar 1526 wurde er rhetor publicus in der Artistenfakultät und blieb in dieser Professur bis zu seinem Tod.
Durch den Privatunterricht bekam er Kontakt zu einflussreichen Familien, darunter waren der Sohn von Johann III. von Egmond und Karl von Croÿ, der Bruder von Guillaume III. de Croÿ und Kammerherr des Kaisers Karl V. Zu seinen Kontakten gehörten viele Humanisten wie Juan Luis Vives, Bartholomaeus Latomus, Franciscus van Cranevelt  (1485–1564), Gerhard Geldenhauer und Martinus Dorpius. Er publizierte einige historische Werke zur Geschichte Hollands und Brabants, welche bei Christoph Plantin gedruckt wurden und auch zeitgenössische Städteansichten enthalten. Ebenso edierte er klassische Autoren wie Äsop, Lukian, Vergil, Plinius der Jüngere, Livius und Terenz.

## Schriften
- Libelli tres, conscripti his, qui jucunda, et utili rerum cognitione capiuntur (1520). Geschichte von Holland, des Stifts Utrecht und eine Biografie Karls des Kühnen.
- Dialogi XLII ad profligandam e scholis barbariem utilissimi (1524).
- Rerum gestarum a Brabantiae ducibus gestarum historia (1526)
  - Ausgabe Antwerpen 1551 (Digitalisat).
  - Ausgabe Brüssel 1665 (Digitalisat).